# Il gioco del trono
Il gioco del trono (A Game of Thrones) è un romanzo fantasy del 1996 dello scrittore statunitense George R. R. Martin; rappresenta il primo libro della saga delle Cronache del ghiaccio e del fuoco, che prosegue con Lo scontro dei re; è costituito da un prologo e 72 capitoli.
È stato pubblicato in lingua italiana dalla Mondadori, per la prima volta suddiviso in due volumi, intitolati Il trono di spade del 1999, che contiene il prologo e i primi 35 capitoli e Il grande inverno del 2000, che contiene gli ultimi 37 capitoli; in seguito è stato pubblicato in volume unico: nel 2007 come Il gioco del trono, nel 2011 come Il trono di spade - Il grande inverno, nel 2012 col titolo Il trono di spade. Libro primo delle Cronache del ghiaccio e del fuoco e infine nel 2019 col titolo Un gioco di troni.
Il romanzo nel 1997 è stato candidato al Premio Nebula e al Premio World Fantasy e ha vinto il Premio Locus. Il romanzo breve Sangue di drago, che consiste in un estratto dei capitoli che coinvolgono Daenerys Targaryen, ha vinto nel 1997 il Premio Hugo per il miglior romanzo breve.
Dal 17 aprile 2011 viene trasmessa su HBO una omonima trasposizione televisiva del ciclo di romanzi, Il Trono di Spade. La prima stagione è basata proprio sul primo volume, Il gioco del trono. Da ottobre 2011 è stato pubblicato dalla Italycomics A Game of Thrones, un adattamento a fumetti in 24 episodi del romanzo, caratterizzato da una maggiore fedeltà ai nomi e ai termini originariamente usati da Martin e riportante il marchio HBO della serie televisiva.

## Storia editoriale

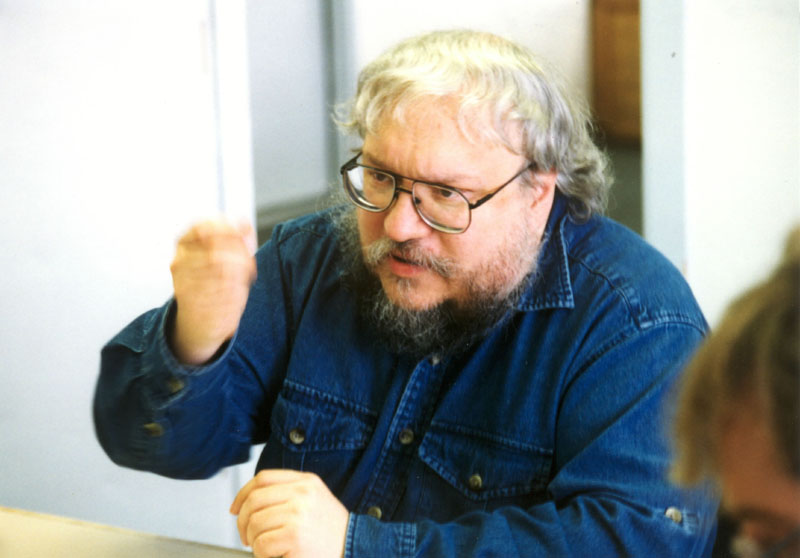
L'autore del romanzo George R. R. Martin nel 1998

Nell'estate del 1991 George R. R. Martin iniziò a scrivere un romanzo di fantascienza intitolato Avalon, ma dopo pochi capitoli viene colto da una visione improvvisa: un ragazzo che assiste alla decapitazione di un uomo e trova poi dei cuccioli di meta-lupo nella neve:
Lasciando da parte Avalon, Martin scrisse in pochi giorni quello che diventerà il primo capitolo de Il gioco del trono e maturò la convinzione che facesse parte di un racconto più ampio. Dopo aver scritto qualche capitolo supplementare, incominciò ad inquadrare meglio la storia e a tracciare mappe e genealogie. Tuttavia fu costretto ad interrompere per due anni la scrittura del romanzo, per dedicarsi al progetto della serie televisiva Doorways.
Dopo questo periodo di pausa Martin riprese la scrittura de Il gioco del trono e, nel 1994, consegnò al suo agente le prime 100 pagine del romanzo come parte di una saga intitolata Cronache del ghiaccio e del fuoco. Il manoscritto finito e revisionato de Il gioco del trono era lungo 1088 pagine e venne pubblicato nell'agosto 1996 dalla Bantam Books. Robert Jordan, autore de La Ruota del Tempo, scrisse un messaggio promozionale per la copertina del volume, per aiutare ad assicurare il successo dell'opera. La novella Blood of the Dragon, che raggruppa i capitoli incentrati su Daenerys, venne pubblicata in anticipo sul romanzo, come operazione pubblicitaria, e ottenne il Premio Hugo per il miglior romanzo breve nel 1997.

## Antefatti
Il gioco del trono è ambientato in un mondo fantastico creato da Martin con forti richiami al Medioevo europeo. Esso è costituito da due continenti principali: Westeros, un luogo in cui le stagioni durano per anni senza cadenze precise e suddiviso in Sette Regni sotto il comando di un re, ed Essos, il continente orientale oltre il Mare Stretto, dove vivono popolazioni nomadi e fioriscono le città libere.
Le zone più fredde e remote di Westeros (abitate da popolazioni semi-nomadi e barbare) sono tagliate fuori oltre la "Barriera": questa è un gigantesco muro di ghiaccio costruito nel corso dei millenni dai Guardiani della notte, una confraternita di soldati dedita al suo mantenimento, con l'aiuto dei Giganti e dei Figli della Foresta, ormai ritenuti scomparsi.
Da quasi 300 anni, sui Sette Regni governava la dinastia Targaryen, i signori dei draghi ma, quindici anni prima dell'inizio del romanzo, i Sette Regni furono scossi da una guerra civile nota come la "Guerra dell'Usurpatore" o la "Ribellione di Robert". 
Tutto iniziò quando il principe ereditario Rhaegar Targaryen rapì Lyanna Stark, suscitando le ire della sua famiglia e del suo promesso sposo, Robert Baratheon. Quando il padre e il fratello maggiore di Lyanna chiesero la sua liberazione, Aerys II Targaryen, il Re Folle, li fece uccidere. Eddard Stark, altro fratello di Lyanna, si unì quindi agli amici d'infanzia Robert Baratheon e Jon Arryn nel dichiarare guerra ai Targaryen, assicurandosi la fedeltà di Casa Tully con due matrimoni: il primo tra Eddard e Catelyn, il secondo tra Jon Arryn e Lysa. L'apice della guerra civile fu la Battaglia del Tridente, quando il principe Rhaegar venne ucciso da Robert. I Lannister si schierarono inizialmente con i Targaryen per poi tradirli e giurare fedeltà a Robert Baratheon; Jaime Lannister, cavaliere della Guardia Reale, uccise a tradimento re Aerys, guadagnandosi l'appellativo di "Sterminatore di Re". Nominato nuovo re dei Sette Regni, Robert sposò Cersei Lannister per consolidare l'alleanza con la sua famiglia, visto che Lyanna fu trovata morta. A dispetto della vittoria di Robert, il giovanissimo figlio di Aerys, Viserys, e sua sorella appena nata, Daenerys, furono portati in salvo attraverso il Mare Stretto.

## Trama
Al di là della Barriera, tre ranger in pattuglia dei Guardiani della notte hanno uno scontro con un Estraneo, una creatura fatta interamente di ghiaccio e pericolosissima, ritenuta leggendaria e mai esistita: uno degli uomini viene ucciso dal mostro, il secondo uomo viene ucciso dal commilitone tornato in vita come non-morto, il terzo uomo scappa e diviene un disertore.
Nel continente di Westeros, Eddard Stark, detto "Ned", è Lord di Grande Inverno e signore del Nord, erede dell'antica dinastia degli Stark, rigido e intransigente come il clima delle sue terre, ma anche giusto e rispettato dalla sua gente. Quando il disertore dei Guardiani della notte viene catturato, a lui, in quanto Protettore del Nord, spetta il compito di giudicarlo ed applicare la sentenza di morte. Di ritorno dall'esecuzione del disertore dei Guardiani della notte, lungo la strada, i figli di Ned trovano una metalupa morta con sei cuccioli e ne adottano uno ciascuno. In seguito alla morte di Jon Arryn, Primo Cavaliere del re, lo stesso Robert Baratheon e la corte reale si recano a Grande Inverno per convincere Ned ad accettare la carica ora vacante; inizialmente riluttante, Ned acconsente all'incarico quando apprende che Lysa Tully, vedova di Jon Arryn e sorella di sua moglie, Catelyn, sospetta che il marito sia stato avvelenato dai Lannister, famiglia della regina. Bran, uno dei figli di Ned, è casualmente testimone di un incontro incestuoso tra la regina Cersei Lannister e suo fratello gemello Jaime e, scoperto, viene gettato giù da una torre da Jaime per proteggere il loro segreto. Il ragazzo sopravvive alla caduta, ma cade in coma.
Jon Snow, il figlio bastardo di Ned, parte per unirsi ai Guardiani della notte, una confraternita di soldati incaricata di difendere la Barriera, la grande muraglia di ghiaccio che da secoli protegge i Sette Regni dalle invasioni dei bruti dell'estremo nord. Appena entrato a farne parte, però, rimane profondamente deluso scoprendo che la confraternita è l'alternativa alla detenzione per ladri, stupratori ed assassini. Durante l'addestramento, Jon stringe amicizia con il grasso e goffo Samwell Tarly e viene nominato in seguito attendente personale del Lord Comandante Jeor Mormont. Poco tempo dopo, vengono rinvenuti i corpi di due ranger oltre la Barriera, ma quando sono condotti al castello essi riprendono vita e attaccano gli uomini della Guardia, compreso il comandante Mormont, salvato in tempo da Jon, che dà fuoco ai cadaveri ambulanti dei suoi ex confratelli, uccidendoli definitivamente. Al fine di scoprire di più sui piani del sedicente Re-oltre-la-Barriera Mance Rayder e di indagare su una possibile ricomparsa degli Estranei, una razza di creature soprannaturali credute estinte, Mormont decide di organizzare una vasta spedizione oltre la Barriera.
Intanto, Ned parte per la capitale, Approdo del Re, insieme alle sue due figlie: Sansa e Arya. Durante il viaggio verso sud, una lite tra Arya e il figlio di Robert, il principe ereditario Joffrey, aumenta la tensione tra gli Stark e i Lannister; Arya si vede così costretta a liberare la sua meta-lupa Nymeria per salvarla dalle ritorsioni dei Lannister, mentre Lady, il cucciolo di Sansa, viene giustiziata al suo posto. Al suo arrivo nella capitale, Ned scopre che il consiglio reale è un covo di intrighi. Quando a Grande Inverno un sicario tenta di uccidere il comatoso Bran, salvato dall'intervento del suo meta-lupo, Catelyn decide di recarsi ad Approdo del Re per cercare indizi sul colpevole ed avvisare Ned. Bran si risveglia poco dopo dal coma da paraplegico ma non ricorda nulla dell'incidente. All'arrivo di Catelyn ad Approdo del Re, il suo amico d'infanzia e attuale maestro del conio, Petyr Baelish detto "Ditocorto", le rivela che il pugnale usato nel tentato assassinio del figlio appartiene a Tyrion Lannister, il fratello nano di Cersei e Jaime, detto "il Folletto". Durante il viaggio per ritornare al nord, Catelyn e la sua scorta si imbattono proprio in Tyrion e lo conducono come prigioniero al Nido dell'Aquila da Lysa Tully. Ella lo condanna a morte, ma Tyrion, che si proclama innocente, rivendica il diritto ad un processo per combattimento e riacquista la libertà quando il suo campione, il mercenario Bronn, risulta vincitore.
In rappresaglia al rapimento di Tyrion, Jaime Lannister tende un'imboscata a Ned, in seguito alla quale il Lord del Nord viene ferito ad una gamba; poi Jaime raggiunge suo padre, Tywin Lannister, che si prepara a muovere guerra alle terre dei Tully e degli Stark. Nel frattempo Ned, durante le sue indagini sulla morte di Jon Arryn, scopre che i tre figli di Robert sono in realtà il frutto di un incesto tra Cersei e Jaime. In un gesto di nobiltà, l'uomo offre a Cersei la possibilità di lasciare la capitale prima che Robert venga informato, ma di lì a poco il re viene ferito mortalmente durante una battuta di caccia. Proclamato reggente nelle ultime volontà di Robert, Ned ricorre all'aiuto di Ditocorto per assicurarsi la lealtà della Guardia Cittadina nell'opporsi alla rivendicazione al trono di Joffrey, ma Baelish lo tradisce, portando all'arresto di Ned e Sansa da parte dei Lannister, i quali intendono darla in sposa a Joffrey, il nuovo re dei Sette Regni. Arya intanto riesce a fuggire. In cambio della promessa dell'incolumità di Sansa e di avere salva la vita, Ned accetta di confessare pubblicamente il suo tradimento, ma Joffrey ordina comunque la sua esecuzione e Ned viene decapitato.
Robb Stark, il figlio maggiore ed erede di Ned, saputo che i Lannister hanno imprigionato e ucciso il padre, raduna tutti i vassalli fedeli agli Stark per marciare verso sud e scontrarsi con i Lannister. Ottenuto l'aiuto della Casa Frey grazie a un accordo matrimoniale, Robb, sacrificando parte del suo esercito in un finto attacco contro Lord Tywin, riesce a penetrare nel territorio nemico con il grosso dei suoi uomini e, durante la notte successiva, attacca l'armata di Jaime distruggendola e prendendo prigioniero lo stesso Sterminatore di Re. Tywin Lannister (nominato intanto Primo Cavaliere del Re da suo nipote Joffrey) si rifugia quindi ad Harrenhall, al confine con le Terre dei Fiumi, e invia Tyrion ad Approdo di Re in qualità di suo sostituto come Primo Cavaliere. Quando Robb decide di non allearsi con i fratelli di Robert, Renly e Stannis, che hanno entrambi fatto rivendicazioni sul trono, i vassalli del Nord e della Terra dei Fiumi lo acclamano "Re del Nord", il titolo ancestrale appartenuto tanti anni prima alla sua famiglia.
Nel frattempo nel continente di Essos, nella città libera di Pentos, il principe Viserys Targaryen, con l'aiuto del Magistro Illyrio Mopatis, concede la sorella tredicenne Daenerys in matrimonio a Khal Drogo, il condottiero di una vasta tribù di Dothraki, guerrieri a cavallo che Viserys vorrebbe sfruttare per riconquistare i Sette Regni. Tra i doni nuziali ricevuti dalla ragazza ci sono tre uova pietrificate di drago, mentre Jorah Mormont, un cavaliere in esilio da Westeros, si mette al suo servizio. Inizialmente spaventata dal suo sposo e dalla sua gente, Daenerys finisce poco a poco per abbracciare il ruolo di regina dei Dothraki e resta incinta del marito. Quando Drogo mostra scarso interesse nel conquistare Westeros, Viserys tenta prima di forzare la sorella ad intercedere per lui e poi la minaccia pubblicamente davanti alla tribù, finendo per essere ucciso da Drogo. Nel saccheggiare un villaggio, Drogo viene ferito e Daenerys accetta di ricorrere alle arti magiche della guaritrice Mirri Maz Duur, la quale in realtà vuole solo vendicarsi per la distruzione del suo villaggio; in seguito al rito della guaritrice, infatti, il figlio nascituro di Daenerys le muore in grembo, mentre Drogo, pur guarendo, si ritrova in uno stato vegetativo. Con il loro capo incapace di regnare, la maggior parte dei Dothraki abbandona la tribù per seguire un nuovo leader e Daenerys, impietosita, soffoca il marito con un cuscino. Durante il funerale di Drogo, Dany ordina che la guaritrice sia legata alla pira funeraria, poi posiziona le tre uova di drago insieme alla salma e si getta anch'essa tra le fiamme, riemergendone indenne e con tre cuccioli di drago appena nati. Di fronte a tale prodigio, quel che rimane della tribù di Drogo giura eterna fedeltà a Daenerys.

## Personaggi POV
Ogni capitolo della saga narra la storia in terza persona vissuta dal punto di vista (point of view) di un personaggio, protagonista di quel capitolo.
Ne Il gioco del trono vi sono otto personaggi POV più uno nel prologo:
- Will, un ranger dei Guardiani della notte (prologo);
- Bran Stark, secondogenito maschio di Eddard e Catelyn Tully (7 capitoli);
- Catelyn Tully, moglie di Eddard Stark (11 capitoli);
- Daenerys Targaryen, figlia ed erede della dinastia Targaryen detronizzata dai Baratheon ed in esilio (10 capitoli).
- Eddard Stark, Protettore del Nord e lord di Grande Inverno, Primo Cavaliere del re (15 capitoli);
- Jon Snow, figlio bastardo di Eddard Stark, di madre ignota (9 capitoli);
- Tyrion Lannister, fratello della regina Cersei e figlio minore di lord Tywin Lannister (9 capitoli);
- Arya Stark, figlia minore di Eddard e Catelyn Tully (5 capitoli);
- Sansa Stark, figlia maggiore di Eddard e Catelyn Tully (6 capitoli);

## Accoglienza
Gli editori si aspettavano che Il gioco del trono sarebbe rapidamente diventato un best seller, ma il primo capitolo della serie non raggiunse neanche le ultime posizioni delle classifiche al momento dell'uscita. Tuttavia il romanzo raccolse gradualmente l'interesse dei lettori e la sua popolarità crebbe tramite un passaparola positivo, tanto che, complice anche il successo dei romanzi successivi della serie, nel 2010 Il gioco del trono aveva già raggiunto la 34ª ristampa, superando così il milione di copie vendute. L'edizione tascabile del romanzo risalì alla prima posizione della New York Times Best Seller list il 10 luglio 2011 in seguito alla diffusione della prima stagione della serie televisiva derivata.
Il gioco del trono venne acclamato dalla critica. Lauren K. Nathan della Associated Press scrisse che il libro «avvince il lettore già dalla prima pagina» ed è ambientato in un mondo fantasy "magnifico" che è «mistico, eppure credibile». Scrivendo per The Washington Post, John H. Riskind commentò che «molti fan di sword and sorcery apprezzeranno la portata epica di questo libro» ma ritenne che il romanzo «pecca di personaggi piatti e di immagini poco memorabili». Phyllis Eisenstein del Chicago Sun-Times affermò che nonostante il romanzo faccia ricorso a molti tòpoi tipici della letteratura fantasy, l'approccio di Martin è «così rinfrescantemente umano e intimo che li trascende». John Prior del San Diego Union-Tribune, invece, definì l'opera di Martin come «forte e fantasiosa, con abbondanza di intrighi bizantini e lotte dinastiche» e la paragonò a La Ruota del Tempo di Robert Jordan, «solo molto più dark, senza elementi comici o romantici per mitigare le nefandezze».

### Premi e riconoscimenti
- Premio Locus – Miglior romanzo fantasy, 1997
- Premio World Fantasy – Candidatura come miglior romanzo, 1997
- Premio Hugo – Miglior romanzo breve (novella), 1997 per Sangue di Drago
- Premio Nebula – Candidatura come miglior romanzo, 1997
- Premio Ignotus – Miglior romanzo straniero, 2003

## Edizioni
- George R. R. Martin, Il trono di spade [A Game of Thrones] (prima parte del romanzo), traduzione di Sergio Altieri, ed. Omnibus, Mondadori, 1999, ISBN 88-04-46924-2.
- George R. R. Martin, Il trono di spade [A Game of Thrones] (prima parte del romanzo), traduzione di Sergio Altieri, ed. Oscar bestsellers 1145, Mondadori, 2001, ISBN 88-04-49406-9.
- George R. R. Martin, Il grande inverno [A Game of Thrones] (seconda parte del romanzo), traduzione di Sergio Altieri, ed. Omnibus, Mondadori, 2000, ISBN 88-04-47802-0.
- George R. R. Martin, Il grande inverno [A Game of Thrones] (seconda parte del romanzo), traduzione di Sergio Altieri, ed. Oscar bestsellers 1150, Mondadori, 2001, ISBN 88-04-49067-5.
- George R. R. Martin, Il gioco del trono, traduzione di Sergio Altieri, n. 1, ed. Urania Fantasy Le Grandi Saghe, Mondadori, 2007, ISBN 88-04-49067-5.
- George R. R. Martin, Il trono di spade - Il grande inverno, traduzione di Sergio Altieri, ed. Oscar grandi bestsellers, Mondadori, 31 ottobre 2011, ISBN 978-88-04-61635-1.
- George R. R. Martin, Il trono di spade - Il grande inverno, traduzione di Sergio Altieri, Oscar Mondadori, Mondadori, 2012, ISBN 978-88-04-62291-8.
- George R. R. Martin, Il trono di spade. Libro primo delle Cronache del ghiaccio e del fuoco, collana Oscar draghi, traduzione di Sergio Altieri, ed. Deluxe, Mondadori, 4 dicembre 2012, ISBN 978-88-04-62857-6.